# Pillnitz
Pillnitz est un village devenu partie de la commune de Dresde, situé à l'est de la ville, en Saxe (Allemagne). Le bâtiment le plus célèbre est le château de Pillnitz, un château d'inspiration japonaise. L'Elbe traverse Pillnitz. On peut y voir des bateaux à vapeur historiques.

## Château de Pillnitz
C'est le roi Auguste le Fort qui a fait construire ce château, dans ce village situé à 9 kilomètres au sud-est de Dresde, sur la rive droite de l'Elbe. Ce château était la résidence d'été des rois de Saxe. Mélange d'architecture de tous les âges, il se compose de trois parties reliées entre elles par des galeries.
C'est dans ce château que fut posée, du 24 au 27 août 1791, la base d'une coalition contre la France et que fut décidée la position des princes étrangers à propos de l'infortuné Louis XVI après avoir été intercepté lorsqu'il cherchait à sortir de France.
Les résultats de cette négociation sont connus sous le nom de Convention de Pilnitz.

## Vignobles
Pillnitz est aussi connu pour son vin.

## Églises
- Église Maria am Wasser (« Sainte-Marie près de l’eau »)
- Église Weinbergskirche (« Église du Vignoble »).